# アエロミースト・ハルキウ
アエロミースト・ハルキウ(ウクライナ語:Авіакомпанія «Аероміст-Харків»アヴィアコムパーニヤ・アエロミースト・ハールキウ；アエロモースト・ハリコフ；ロシア語: Авиакомпания «Аэромост-Харьков»アヴィアカムパーニヤ・アエラモースト・ハーリカフ) は、ウクライナの航空会社である。社名は、「空の架け橋」となることを目指して名付けられた。東ウクライナの中心都市ハルキウ(ハリコフ)を拠点とする会社として2002年7月6日に設立され、ウクライナ国内や旧ソ連・旧東欧圏を中心に旅客便を運航している。

## 概要

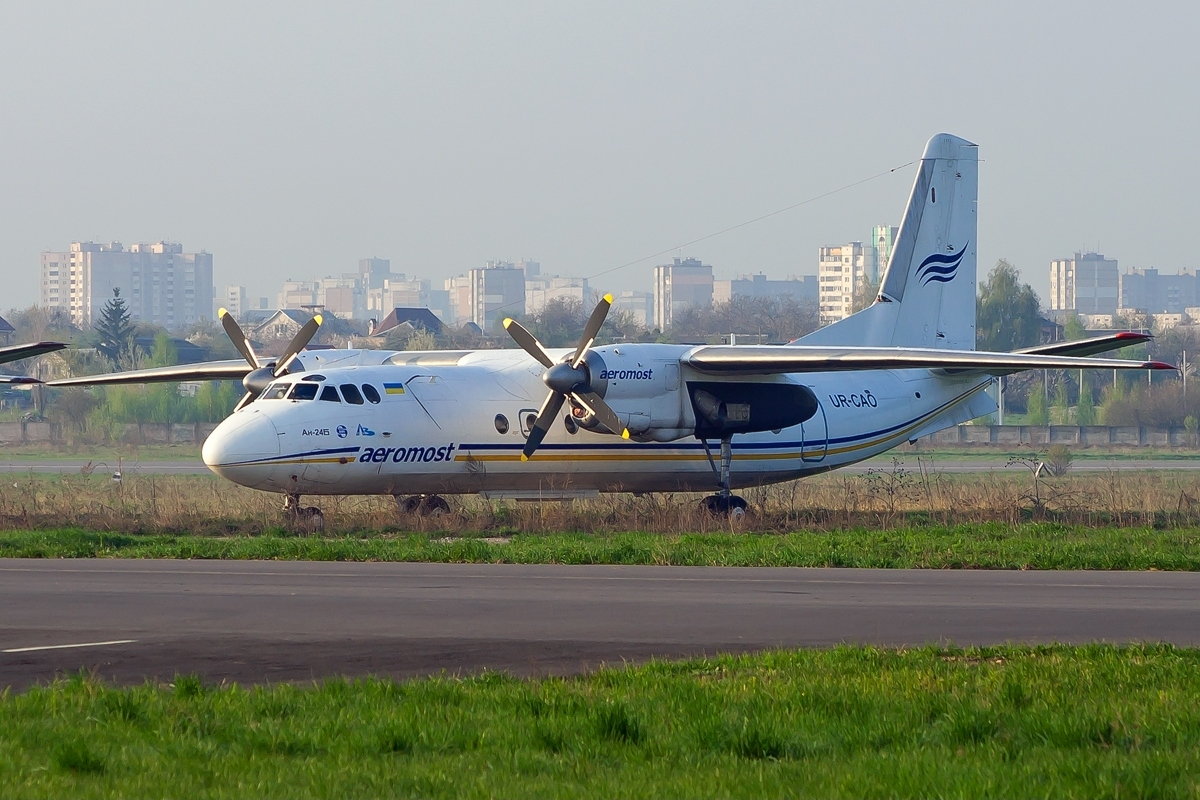
アントノフ An-24

アエロミースト・ハルキウは、東欧で初めてAn-140を導入したことで知られる。ANTKアントノフによって開発されたこの小型ターボプロップ双発機は、48名の乗客を乗せて450 km/hの巡航速度で2700 kmのルートを飛行することができるウクライナ最新式の旅客機である。
機体規模や諸能力は、老朽化した従来のAn-24の代替機となることが求められたため前任機に準じているが、機内設備はこのソ連時代の旅客機に比べ大幅に改善されており、新しく美しいインテリアに新しい空調設備や照明装置が備えつけられている。また、騒音や機内の振動も低く抑えられている。手荷物収納部は、このクラスの機体としては最大規模のものが備えられている。外装も、白地にオレンジや青で愛らしい女神のイラストをあしらった美しいものになっている。
このAn-140の導入により、アエロミースト・ハルキウでは乗客が機内でより快適な時間を過ごすことができるとしている。なお、機体には以前はロシア語名で会社名が書かれていたが、その後ウクライナ語名に変更されている。
この他に、アエロミースト・ハルキウでは44人乗りのAn-24も保有しているが、こちらは外装も白無地のままであり主としてチャーター便に運用されている。

## コード
- IATAコード：HT
- ICAOコード：AHW
- コールサイン：Aeromist

## 保有機材
2006年8月の時点で、アエロミースト・ハルキウは以下のような機材を運用している。
- An-24 ×2 機
- An-140 ×4 機

## 運航
アエロミースト・ハルキウは、ハルキウより以下の空港へ旅客便を運航している。
- キーウ・ジュリャーヌィイ(週6便)
- シンフェローポリ(週2便)
- ウージュホロド(週6便)
- モスクワ・ドモジェドヴォ(週3便)
- ブラチスラヴァ(週3便)
- エレヴァン・ズヴァルトノッツ(週1便)
- バトゥーミ(週1便)

このうち、キーウからブラチスラヴァへの路線はアエロミースト・ハルキウ便が唯一の直行便となっている。
このほか、アエロミースト・ハルキウでは独立国家共同体各国、トルコ、イタリア、フランス、ブルガリア、シリア、イラン、中華人民共和国、アラブ首長国連邦へのチャーター便の運航実績もある。

## 事故
- 2002年12月23日、トラブゾン空港（英語版）からエスファハーン・シャヒード・ベヘシュティー国際空港へ向かっていたアエロミースト・ハルキウ2137便（An-140）がエスファハーンへの着陸進入中に墜落した。乗員乗客44人が死亡した[1]。